# 티엔꽝호

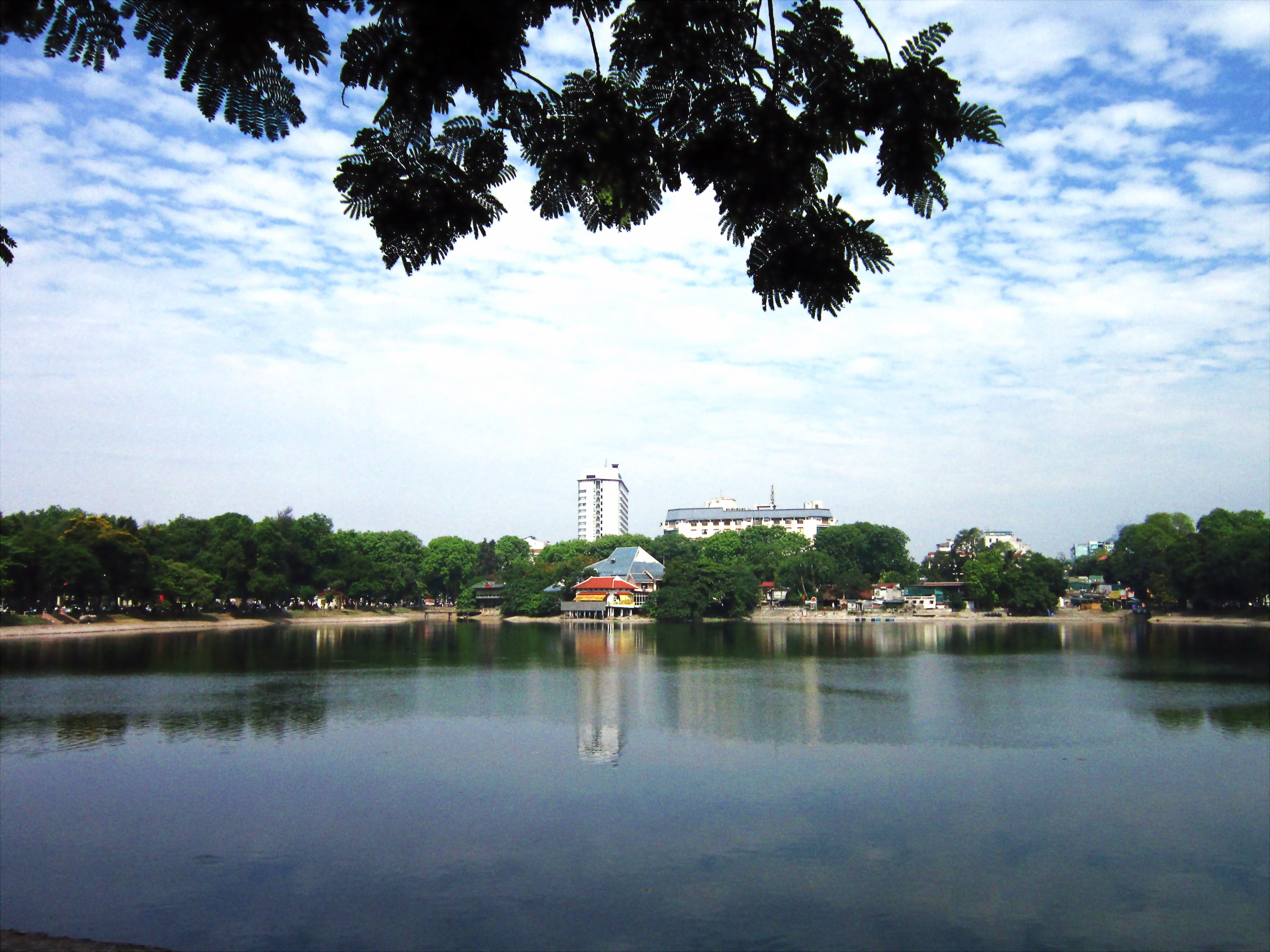
티엔꽝 호수

티엔꽝 호수(베트남어: Hồ Thiền Quang / 湖禪光)는 베트남 하노이 하이바쯩군에 위치한 호수이다. 호수는 나무와 그늘로 채워진 4개의 응우옌주 거리, 쩐빈쫑 거리, 쩐년똥 거리 및 꽝쭝 거리로 둘러싸여 있다. 특히, 응우옌주 거리에는 가을에는 유백색 꽃이 피어난다.
통녓 공원(구 레닌 공원) 정문 바로 앞에 위치한 호수는 하노이 사람들의 휴식,  쉼터, 그늘을 제공하는 장소 중 하나이다.
티엔꽝호는 선광(禪光)을 의미하는데, 티엔꽝 마을의 이름을 따서 붙여졌다.

## 개요
1831년에 제작된 하노이 지도를 보면, 이 호수는 리엔투이(Lien Tuy)라고 불렸으며, 현재 호수보다 더 컸다. 서쪽 경계선은 오늘날의 옛끼에우 거리, 동쪽은 응우옌빈키엠 거리의 위치를 차지하고 있었고, 북쪽은 쩐꾸옥또안 거리, 남쪽은 바이머우 호수와 연결되어 있다. 호수 주변에는 북쪽과 서쪽으로 리엔투이 마을이 있었다. 남동쪽으로는 티엔꽝 마을(응우옌딘찌에우 거리 시작), 남서쪽으로는 꽝호아 마을, 남쪽으로는 팝호아 마을이 있었다.
프랑스 식민지 시대에는 호수가 점차 메워져 거리를 형성했고, 1930년 이후 안정된 형태를 갖추기 시작했다.
20세기 후반에 이 호수(당시 조명 시스템은 여전히 약했다)에는 많은 매춘부, 마약거래자, 동성애자들이 모여들었다. 2003년 하노이시 교통공영과는 물을 빼내어 호반을 준설하고, 제방을 만들고, 새 물을 다시 채우는 계획을 실시하여 이곳의 분위기를 청결하게 유지하였다.
호수 주변 3개 면에는 작은 꽃밭과 화장실, 사람들이 쉬고, 휴식을 할 수 있는 벤치를 설치했다. 쩐빈쫑 거리 옆에는 31-33번가에는 티엔꽝, 꽝호아, 팍호아 3개의 선사가 있다.  리엔투이 마을의 사찰은 1926년에 파괴되었는데, 이 사찰은 응우옌주 거리 62번지에 위치해 있다.
응우옌주 거리는 이전에는 3개의 거리로 구성되어 있었다. 포후에에서 꽝쭝까지의 첫 번째 구간은 리리퀴어였고, 호수를 따라 중간 구간은 할레 거리였고, 마지막 구간은 쩐빈쫑에서 레주안까지는 루에주옥(Rue Defourck)이었다.